# Louis Mansuy
Pour les articles homonymes, voir Mansuy.
Louis Mansuy, né le 2 mars 1909 à Lyon et mort le 16 novembre 1988 à Bron, est un neurochirurgien français.

## Famille
Il est le fils d'Eugène Mansuy (1878 - 1966), conseiller général du canton de Lyon-VI, adjoint au maire de Lyon et administrateur de la foire de Lyon ; Eugène Mansuy, comme son fils, est inhumé à Beynost.

## Œuvres
- Louis Mansuy, L'Hypertension intracrânienne dans les tumeurs cérébrales pathogénie, traitement chirurgical palliatif, 1937.